# الحوسبة بدون خوادم
الحوسبة بدون خوادم (بالإنجليزية: Serverless Computing) هي نموذج حديث في الحوسبة السحابية يتيح للمطورين إنشاء ونشر التطبيقات والخدمات دون الحاجة إلى إدارة الخوادم بشكل مباشر. يتولى مزود الخدمة السحابية تشغيل البنية التحتية، وتخصيص الموارد حسب الحاجة، مما يسمح بتشغيل التعليمات البرمجية استجابةً لأحداث معينة، والدفع فقط مقابل الموارد المستهلكة خلال التنفيذ.

## مفهوم الحوسبة بدون خوادم
على الرغم من اسمها، فإن الحوسبة بدون خوادم لا تعني غياب الخوادم فعلياً، وإنما تعني أن مسؤولية إدارة وصيانة الخوادم يتم إزالتها من عاتق المطورين، وتُدار بالكامل من قبل مزود الخدمة السحابية. يعتمد هذا النموذج على تنفيذ الوظائف البرمجية قصيرة الأمد التي تستجيب لأحداث معينة، مثل إرسال طلب HTTP أو تحميل ملف. 

## أمثلة على خدمات الحوسبة بدون خوادم
AWS Lambda من أمازون
Azure Functions من مايكروسوفت
Google Cloud Functions من جوجل
IBM Cloud Functions المبنية على OpenWhisk
Cloudflare Workers للأداء المرتفع عند الحافة (Edge Computing)

## مزايا الحوسبة بدون خوادم
التوسع التلقائي: تتكيف الموارد تلقائيًا حسب حجم الطلب.
خفض التكاليف: يُدفع فقط مقابل وقت التنفيذ الفعلي.
تسريع التطوير: لا حاجة لإدارة البنية التحتية.
المرونة: يمكن دمج الوظائف بسهولة مع خدمات سحابية أخرى.

## عيوب الحوسبة بدون خوادم
الاستجابة الباردة (Cold Start): قد تواجه الوظائف تأخيرًا في التنفيذ عند الطلب الأول.
قيود الأداء: بعض الخدمات تفرض حدودًا على حجم الذاكرة أو وقت التشغيل.
تعقيد التصحيح (Debugging): يصعب أحيانًا تتبع الأخطاء في بيئة موزعة.
الاعتماد على المزود: صعوبة نقل التطبيقات بين المنصات المختلفة.

## الاستخدامات الشائعة
معالجة الصور أو الفيديو عند التحميل
تنفيذ المهام الخلفية مثل إرسال البريد الإلكتروني
أنظمة إشعارات أو روبوتات الدردشة
بناء واجهات API مرنة

## علاقة الحوسبة بدون خوادم بالمعمارية المصغرة
غالبًا ما تُستخدم الحوسبة بدون خوادم جنبًا إلى جنب مع معمارية الخدمات المصغرة (Microservices)، حيث تُقسَّم التطبيقات إلى مكونات صغيرة قابلة للتنفيذ المستقل، مما يزيد من مرونة التطبيق وسهولة صيانته.